# David D. Kpormakpor
David D. Kpormakpor, né le 28 septembre 1935 dans le comté de Bomi au Liberia et mort le 19 août 2010 à New York aux États-Unis, est un homme politique liberien qui gouverne le pays en tant que président du Conseil d'État pendant la première guerre civile libérienne entre février 1994 et septembre 1995.